# Bohukały (gromada)
Bohukały (do 31 XII 1968 Pratulin) – dawna gromada, czyli najmniejsza jednostka podziału terytorialnego Polskiej Rzeczypospolitej Ludowej w latach 1954–1972.
Gromady, z gromadzkimi radami narodowymi (GRN) jako organami władzy najniższego stopnia na wsi, funkcjonowały od reformy reorganizującej administrację wiejską przeprowadzonej jesienią 1954 do momentu ich zniesienia z dniem 1 stycznia 1973, tym samym wypierając organizację gminną w latach 1954–1972.
Gromadę Bohukały z siedzibą GRN w Bohukałach utworzono 1 stycznia 1969 w powiecie bialskim w woj. lubelskim w związku z przeniesieniem siedziby gromady Pratulin z Pratulina do Bohukałów i zmianą nazwy jednostki na gromada Bohukały.
Gromada przetrwała do końca 1972 roku, czyli do kolejnej reformy gminnej.